# محوطه کوه چگرد
محوطه کوه چگرد در شهرستان سراوان، بخش جالق، دهستان جالق، ۳/۲ کیلومتری شمال روستای جگرد واقع شده و این اثر در تاریخ ۲۸ اسفند ۱۳۸۵ با شمارهٔ ثبت ۱۸۹۴۲ به‌عنوان یکی از آثار ملی ایران به ثبت رسیده است.